# نزلة علي
قرية نزلة على هي إحدى القرى التابعة لمركز جهينة بمحافظة سوهاج في جمهورية مصر العربية. حسب إحصاءات سنة 2006، بلغ إجمالي السكان في نزلة على 12920 نسمة، منهم 6725 رجل و6195 امرأة.